# Patrick Rémy (Skilangläufer)
Patrick Rémy (* 27. April 1965 in Gérardmer) ist ein ehemaliger französischer Skilangläufer.

## Werdegang
Rémy startete international erstmals bei den Nordischen Junioren-Skiweltmeisterschaften 1984 in Trondheim. Dort belegte er den 34. Platz über 15 km und den vierten Rang mit der Staffel. Im folgenden Jahr lief er bei den Nordischen Junioren-Skiweltmeisterschaften in Täsch auf den achten Platz über 15 km und auf den siebten Rang mit der Staffel.
Bei den nordischen Skiweltmeisterschaften 1987 in Oberstdorf errang er den 29. Platz über 15 km klassisch und den 12. Platz mit der Staffel. Im folgenden Jahr belegte er bei den Olympischen Winterspielen 1988 in Calgary den 68. Platz über 30 km klassisch, den 37. Rang über 15 km klassisch und den 11. Platz mit der Staffel. Seine besten Platzierungen bei den nordischen Skiweltmeisterschaften 1989 in Lahti waren der 31. Platz über 15 km Freistil und der achte Rang mit der Staffel. Im Dezember 1989 holte er in Canmore mit dem 12. Platz über 50 km klassisch seine ersten Weltcuppunkte. Bei den nordischen Skiweltmeisterschaften 1991 im Val di Fiemme lief er auf den 32. Platz über 10 km klassisch, auf den 25. Rang über 30 km klassisch und auf den neunten Platz mit der Staffel.
Zu Beginn der Saison 1991/92 erreichte er in Silver Star mit Platz neun über 10 km klassisch und Rang vier in der anschließenden Verfolgung seine besten Einzelplatzierungen im Weltcup und zum Saisonende mit dem 25. Platz im Gesamtweltcup sein bestes Gesamtergebnis. Beim Saisonhöhepunkt, den Olympischen Winterspielen 1992 in Albertville, belegte er den 36. Platz über 10 km klassisch, den 23. Rang über 30 km klassisch und den 22. Platz in der Verfolgung. Zudem errang er dort zusammen mit Philippe Sanchez, Stéphane Azambre und Hervé Balland den achten Platz in der Staffel.
Seine besten Ergebnisse bei den nordischen Skiweltmeisterschaften 1993 in Falun waren der 26. Platz über 30 km klassisch und der zehnte Rang mit der Staffel und bei den Olympischen Winterspielen 1994 in Lillehammer der 20. Platz in der Verfolgung und der zehnte Rang mit der Staffel. Bei den nordischen Skiweltmeisterschaften 1995 in Thunder Bay lief er auf den 62. Platz über 10 km klassisch, auf den 40. Rang über 30 km klassisch und auf den achten Platz mit der Staffel. Im Continental-Cup holte er im Januar 1995 über 15 km klassisch und im Januar 1998 über 10 km klassisch jeweils im Furtwangen seine einzigen Siege in dieser Rennserie. Bei den Olympischen Winterspielen 1998 in Nagano kam er auf den 30. Platz in der Verfolgung, auf den 20. Rang über 10 km klassisch und auf den 13. Platz in der Staffel. Im folgenden Jahr errang er bei den nordischen Skiweltmeisterschaften in Ramsau am Dachstein zusammen mit Vincent Vittoz, Gilles Marguet und Emmanuel Jonnier den 15. Platz in der Staffel.
Sein letztes Weltcuprennen absolvierte er im Februar 2000 beim Transjurassienne über 72 km, das er auf dem 20. Platz beendete.

## Teilnahmen an Weltmeisterschaften und Olympischen Winterspielen

### Olympische Winterspiele
- 1988 Calgary: 11. Platz Staffel, 37. Platz 15 km klassisch, 68. Platz 30 km klassisch
- 1992 Albertville: 8. Platz Staffel, 22. Platz 15 km Verfolgung, 23. Platz 30 km klassisch, 36. Platz 10 km klassisch
- 1994 Lillehammer: 10. Platz Staffel, 20. Platz 15 km Verfolgung, 22. Platz 10 km klassisch, 23. Platz 50 km klassisch
- 1998 Nagano: 13. Platz Staffel, 20. Platz 10 km klassisch, 30. Platz 15 km Verfolgung

### Nordische Skiweltmeisterschaften
- 1987 Oberstdorf: 12. Platz Staffel, 29. Platz 15 km klassisch
- 1989 Lahti: 8. Platz Staffel, 31. Platz 15 km Freistil, 33. Platz 15 km klassisch, 39. Platz 50 km Freistil, 48. Platz 30 km klassisch
- 1991 Val di Fiemme: 9. Platz Staffel, 25. Platz 30 km klassisch, 32. Platz 10 km klassisch
- 1993 Falun: 10. Platz Staffel, 26. Platz 30 km klassisch, 28. Platz 10 km klassisch, 30. Platz 15 km Verfolgung
- 1995 Thunder Bay: 8. Platz Staffel, 40. Platz 30 km klassisch, 62. Platz 10 km klassisch
- 1999 Ramsau am Dachstein: 15. Platz Staffel

## Siege bei Continental-Cup-Rennen
| Nr. | Datum          | Ort        | Disziplin       | Serie           |
| --- | -------------- | ---------- | --------------- | --------------- |
| 1.  | 6. Januar 1995 | Furtwangen | 15 km klassisch | Continental-Cup |
| 2.  | 4. Januar 1998 | Furtwangen | 10 km klassisch | Continental-Cup |

## Weltcup-Gesamtplatzierungen
| Saison    | Gesamt | Gesamt | Langdistanz | Langdistanz | Sprint | Sprint |
| Saison    | Punkte | Platz  | Punkte      | Platz       | Punkte | Platz  |
| --------- | ------ | ------ | ----------- | ----------- | ------ | ------ |
| 1989/90   | 4      | 47.    | –           | –           | –      | -      |
| 1990/91   | –      | –      | –           | –           | –      | -      |
| 1991/92   | 19     | 25.    | –           | –           | –      | -      |
| 1992/93   | 30     | 51.    | –           | –           | –      | -      |
| 1993/94   | 55     | 37.    | –           | –           | –      | -      |
| 1994/95   | 17     | 62.    | –           | –           | –      | -      |
| 1995/96   | –      | –      | –           | –           | –      | -      |
| 1996/97   | –      | –      | –           | –           | –      | –      |
| 1997/98   | 17     | 62.    | 3           | 65.         | 14     | 56.    |
| 1998/99   | 24     | 58.    | –           | –           | 24     | 62.    |
| 1999/2000 | 12     | 97.    | 12          | 55.         | –      | –      |